# Vase cu aburi în portul Rouen
Vase cu aburi în portul Rouen este o pictură în ulei pe pânză realizată în 1896 de pictorul francez Camille Pissarro. Tabloul descrie transportul în orașul port Rouen, Franța. Pissarro a pictat lucrarea din camera sa din Hôtel de Paris, cu vedere la unul din cheiurile orașului. Pictura este similară cu Dimineață, o zi înnorată, Rouen a aceluiași pictor ambele lucrări aflându-se în colecția Metropolitan Museum of Art.